# Majdan (rejon dubieński)
Majdan (ukr. Майдан) – wieś na Ukrainie, w obwodzie rówieńskim, w rejonie dubieńskim, w hromadzie Semyduby. W 2001 liczyła 454 mieszkańców, spośród których 141 wskazało jako ojczysty język ukraiński, a 1 rosyjski.
W okresie międzywojennym wieś znajdowała się w granicach II RP, wchodząc w skład gminy Buderaż w powiecie zdołbunowskim, w województwie wołyńskim.